# Sylvester (West Virginia)
Sylvester is een plaats (town) in de Amerikaanse staat West Virginia, en valt bestuurlijk gezien onder Boone County.

## Demografie
Bij de volkstelling in 2000 werd het aantal inwoners vastgesteld op 195.
In 2006 is het aantal inwoners door het United States Census Bureau geschat op 470, een stijging van 275 (141,0%).

## Geografie
Volgens het United States Census Bureau beslaat de plaats een oppervlakte van
0,7 km², geheel bestaande uit land. Sylvester ligt op ongeveer 505 m boven zeeniveau.

## Plaatsen in de nabije omgeving
De onderstaande figuur toont nabijgelegen plaatsen in een straal van 28 km rond Sylvester.